# Jan Antonín z Hardeggu
Jan Antonín Leonard hrabě z Hardeggu (německy Johann Anton Leonhard Graf von Hardegg auf Glatz, 8. října 1773, Vídeň – 26. prosince 1825, Vídeň) byl rakouský šlechtic a generál. Od mládí sloužil v armádě a vynikl během napoleonských válek. Dosáhl hodnosti polního podmaršála, po vážném zranění během závěrečných operací proti Napoleonovi ve Francii odešel do výslužby.

## Životopis
Pocházel ze starého šlechtického rodu Hardeggů, narodil se jako pátý syn hraběte Jana Antonína Konráda z Hardeggu (1737–1810) a jeho manželky Marie Josefy, rozené hraběnky Wilczkové (1737–1817). Do armády vstoupil v roce 1787 a původně sloužil u pěchoty. Vynikl v době francouzských revolučních válek a rychle postupoval v hodnostech (major 1799, podplukovník 1801, plukovník 1805). Mezitím byl jmenován císařským komořím (1801). V tažení v roce 1805 bojoval v Itálii a obdržel Řád Marie Terezie (1806). V tažení roku 1809 velel oddílům jezdectva a po bitvě u Aspern byl povýšen na generálmajora (1809), v bitvě u Wagramu byl velitelem jezdecko-pěchotní brigády. Odmítl se zúčastnit Napoleonova tažení do Ruska a v letech 1812–1813 byl mimo aktivní službu. V roce 1813 byl znovu povolán a po bitvě u Lipska dosáhl hodnosti polního podmaršála. V následujícím roce 1814 velel divizi při spojenecké okupaci Francie, pod velením maršála Schwarzenberga se vyznamenal v bitvě u Arcis-sur-Aube, kde byl vážně zraněn. Kvůli následkům zranění odešel v roce 1816 do výslužby. Zdravotní komplikace po zranění z roku 1814 jej provázely i v dalších letech a nakonec na jeho následky předčasně zemřel. Kromě rakouského Řádu Marie Terezie obdržel i vyznamenání od zahraničních panovníků, byl nositelem ruského Řádu sv. Anny a bavorského Řádu Maxe Josefa.
Jeho starší bratr Jan Ignác z Hardeggu (1772–1848) vynikl také účastí v napoleonských válkách a v letech 1831–1848 byl prezidentem dvorské válečné rady. Generálských hodností dosáhl i mladší bratr Jan Jindřich z Hardeggu (1778–1854).